# Gustav Appelt
Gustav Appelt (* 19. Juni 1864 in Oberrosenthal bei Reichenberg; † 7. April 1945 in Amstetten) war ein österreichischer Lehrer, Regierungsrat und Dichter.

## Leben und Wirken
Nach dem Besuch der Volksschule schlug Gustav Appelt eine Lehrerausbildung ein und promovierte am 10. Juli 1891 an der Philosophischen Fakultät der Universität Wien im Bereich Anglistik zum Dr. phil. Das Thema seiner Dissertation lautete Die Persönlichkeit des Collier of Croydon im englischen Drama und wurde 1890 vorgelegt.
Als Lehrer erhielt er eine Anstellung an der Niederösterreichischen Landes-Oberrealschule in Wiener Neustadt, wo er vor der Jahrtausendwende den Professor-Titel verliehen bekam. Er unterrichtete in englischer und französischer Sprache, Deutsch und Geschichte. Vor dem Ersten Weltkrieg erfolgte seine Ernennung zum Regierungsrat.
Bekannt wurde Gustav Appelt vor allem durch eine Reihe von heiteren Gedichten und Geschichten, die er öffentlich vortrug oder in unterschiedlichen Zeitschriften wie Der getreue Eckart, Österreichisch-Ungarische Revue und Jahrbuch des Deutschen Gebirgsvereines publizierte.

## Schriften (Auswahl)
- Die Persönlichkeit des Collier of Croydon im englischen Drama. Wien 1890.
- Was ich am Wege fand. Lachende Vortragsgeschichten in Prosa und Reim. Thiel, W[iene]r Neustadt 1934.